# Anoplodactylus quadratispinosus
Anoplodactylus quadratispinosus är en havsspindelart som beskrevs av Hedgpeth, J.W. 1943. Anoplodactylus quadratispinosus ingår i släktet Anoplodactylus och familjen Phoxichilidiidae. Inga underarter finns listade i Catalogue of Life.